# Levante (Mediterrâneo)
Levante é um termo geográfico impreciso que se refere, historicamente, a uma grande área que se estende desde o Oriente Médio até o sul dos Montes Tauro, sendo limitada, a oeste, pelo Mediterrâneo; a leste, pelo Deserto da Arábia setentrional e pela Mesopotâmia. O Levante não inclui a Península Arábica, o Cáucaso ou a Anatólia (embora, às vezes, a Cilícia seja incluída). Seus habitantes são chamados levantinos.
De uma forma geral, a região se resume à Síria, à Jordânia, a Israel, à Palestina, ao Líbano e a Chipre. Outras fontes definem o Levante de uma maneira mais ampla, incluindo porções da Turquia, do Iraque, da Arábia Saudita e do Egito.

## Etimologia
A palavra "Levante" origina-se do francês médio levant, particípio presente do verbo lever, "levantar"—como em soleil levant, "sol nascente" --, através de um étimo latino do verbo levare, "levantar", "erguer" (levans). Referia-se, portanto, à direção do sol nascente, vista da perspectiva dos que originalmente cunharam a expressão, isto é, às terras na costa leste do Mediterrâneo.

## Pré-história
Pesquisas realizada na Caverna Qesem, em Israel, próximo a cidade de Rosh HaAyin, demonstram que o Homo erectus já habitava a região há pelo menos 400 mil anos, produzindo artefatos em pedra lascada e caçando elefantes. Nesse mesmo período, foram encontradas evidências da existência do Homo sapiens, que teria surgido 200 mil anos antes do que na África. A teoria é de que a mudança na dieta do Homo erectus (diminuição da quantidade de elefantes na região) o teria obrigado a desenvolver uma agilidade mental e um refinamento em seus instrumentos, evoluindo suas capacidades mentais até o que os cientistas consideram ser Homo sapiens.